# Interners rättigheter
Civila och militära interners rättigheter regleras av både nationell och internationell lag. De viktigaste internationella konventionerna på området är FN:s internationella konvention om medborgerliga och politiska rättigheter, FN:s minimiregler för behandling av fångar (Mandelareglerna), de europeiska fängelsereglerna och FN:s konvention om rättigheter för personer med funktionsnedsättning. I Sverige finns Fängelselagen (SFS 2010:610) och Häkteslagen (SFS 2010:611). 
Enligt Nelson Mandela-reglerna ska fångars mänskliga rättigheter respekteras och ingen ska diskrimineras på grund av sin etnicitet, religion, språk, kön eller liknande. Själva frihetsberövandet är ett straff i sig och fångarnas lidande får inte ytterligare förvärras i onödan.

## Rättigheter och brott mot dem efter land

### Asien
- Straffsystemet i Kina
- Laogai, kinesiska arbetsläger för fångar
- Xinjiang omskolningsläger, Kina
- Qincheng-fängelset, Kina
- Hoeryong-fånglägret, Nordkorea

### Europa
- Gulag, arbetsläger i Sovjetunionen
- Hungerstrejken på Nordirland 1981

### Nordamerika
- Fånglägret på Guantánamobasen, amerikanskt militärfängelse
- Chain gang, straffarbete i USA